# 안강역
안강역(Angang station, 安康驛)은 경상북도 경주시 안강읍 갑산리에 위치한 동해선의 철도역이다. 
안강역 일대는 작은 읍 단위의 마을이지만, 이용객이 많아 새마을호 이하 모든 열차가 정차했다. 그러나 2015년 4월 2일 복선 전철화 및 동해선 KTX 개통 관계로 새마을호가 폐지되고 동대구~포항 무궁화호만 정차하게 되었다.
2021년 12월 28일 동해선의 이설에 따라 안강리에서 읍 외곽의 갑산리로 이전했다. 갑산리로 이전한 후에는 매표 업무가 무인화됐다.

## 역사
- 1918년 12월 28일 : 보통역으로 영업 개시[1]
- 1945년 7월 10일 : 표준궤로 개량[2]
- 1966년 9월 21일 : 현 역사 준공
- 1992년 12월 5일 : 새마을호 열차 정차 개시
- 1994년 1월 11일 : 화물 취급 중지[3]
- 1997년 10월 1일 : 소화물 취급 중지[4]
- 2013년 11월 7일 : 부산진 기점 129.9km로 변경[5]
- 2015년 4월 2일 : 서울역~포항역 새마을호 운행 종료
- 2016년 4월 29일 : 부산진 기점 126.3km로 변경[6]
- 2021년 8월 26일 : 부산진 기점 125.4km 로 변경[7]
- 2021년 12월 28일: 태화강역 ~ 모량역 구간의 복선 전철화 완료로 안강리에서 갑산리로 이전
- 2024년 9월 26일: ITX-마음 정차 개시

## 역 구조
2면 4선식의 쌍상대식을 이용한다. 역과 가까운 1번선에는 포항행 열차가 3번선은 부전·동대구행 열차가 정차한다. 가운데 2번선은 괴동선 열차가 주로 사용한다.

### 승강장
| ↑서경주     |
| ２ \| １ \| |
| 포항↓       |

| 1 | 동해선, 대구선 | ITX-마음 • 무궁화호 | 포항 방면            |
| 2 | 동해선, 대구선 | ITX-마음 • 무궁화호 | 부전역 · 동대구 방면 |

## 인접한 역
| 중앙선                  | 중앙선          | 중앙선    |
| ----------------------- | --------------- | --------- |
| 서경주 동대구·부전 방면 | 무궁화호 동해선 | 포항 방면 |
| 동해선                  |                 |           |
| 서경주 동대구 방면      | 누리로 동해선   | 포항 방면 |
| 아화 동대구 방면        | ITX-마음 동해선 | 포항 방면 |